# Mandawacythere
Mandawacythere is een geslacht van uitgestorven kreeftachtigen uit de klasse van de Ostracoda (mosselkreeftjes).

## Soorten
- Mandawacythere curvicosta Neale & Singh, 1986 †
- Mandawacythere striata Bate, 1975 †